# بي جاي أنتوني
بي جاي أنتوني (بالإنجليزية: B. J. Anthony)‏ مواليد 20 يوليو 1988 في أوكلاند، هو لاعب كرة سلة نيوزلندي. بدأ مسيرته الاحترافية في سنة 2008. يلعب مع ويلينغتون ساينتس في الدوري النيوزيلندي لكرة السلة. يحمل الرقم 1.

## المسيرة الاحترافية
لعب مع نيو زيلاند بريكرز في الدوري الأسترالي من سنة 2010 إلى 2012، ثم لعب مع أديليد ثيرتي سيكسترز من سنة 2013 إلى 2015، ثم لعب مع ويلينغتون ساينتس في سنة 2014، ثم لعب مع بليموث رايدرز في سنة 2015.

## سجل المنافسة
شارك في المنافسات التالية:
- كأس العالم لكرة السلة 2014
- بطولة أمم أوقيانوسيا لكرة السلة 2009
- بطولة أمم أوقيانوسيا لكرة السلة 2011
- بطولة أمم أوقيانوسيا لكرة السلة 2013

## روابط خارجية
- بي جاي أنتوني على موقع الاتحاد الدولي لكرة السلة (الإنجليزية)
- بي جاي أنتوني على موقع كرة السلة الأوروبية.كوم (الإنجليزية)
- بي جاي أنتوني على موقع ريلجم (الإنجليزية)
- بي جاي أنتوني على موقع بروبوليرز (الإنجليزية)
- بي جاي أنتوني على موقع سبورتس رفرنس (الإنجليزية)